# ロイヤル・オーク駅 (ミシガン州)
ロイヤル・オーク駅（英語：Royal Oak station）はミシガン州ロイヤルオーク  サウス・シャーマン・ドライブ1202にある駅。 全米各地を結ぶ旅客鉄道のアムトラックが乗り入れている。

## 概要
当駅は2つのシェルターが存在する。寒冷期は駅に隣接するロイヤル・オーク・トランジットセンターで待つことがある。

## 利用可能な鉄道路線／列車
アムトラックの停車する列車は下記の通り。
シカゴとポンティアック間の昼行中距離列車ウォルバリン号… 1日2往復発着